# Estació de Granollers Polígon-El Ramassar
Granollers Polígon | El Ramassar és una estació de ferrocarril en projecte que s'ubicarà a l'est del municipi de Granollers, a la comarca del Vallès Oriental. A l'estació hi pararan trens de la futura línia Orbital Ferroviària (LOF), i se situarà a l'est del nucli urbà de Granollers, concretament al sud del polígon industrial el Ramassar.

## Serveis ferroviaris
| Rodalia de Barcelona   |                    |               |                   |                        |
| Procedència/Destinació | <                  | Línia         | >                 | Procedència/Destinació |
| Projectat              |                    |               |                   |                        |
| Mataró                 | La Roca del Vallès | Línia Orbital | Granollers Centre | Vilanova i la Geltrú   |